# Actinidia deliciosa
Ne doit pas être confondu avec Actinidia chinensis.
Espèce
Classification phylogénétique
Actinidia deliciosa, l’actinidie délicieuse, est une espèce de plantes à fleurs de la famille des Actinidiaceae et du genre Actinidia.
Cette liane est originaire de Chine mais elle est massivement cultivée ailleurs dans le monde pour son fruit, le kiwi. Ses autres noms sont entre autres la Groseille de Chine, la souris végétale,.
Cette espèce fut pendant longtemps considérée comme une variété de l’espèce Actinidia chinensis. Elle est aujourd’hui reconnue comme une espèce à part entière, et cela depuis 1984.

## Nomenclature et étymologie
En 1940 (vol. XX, p. 10), le botaniste Auguste Chevalier (1873-1956) décrit une variété de kiwi de Chine sous le nom d’Actinidia latifolia var. deliciosa Chev. dans la « Revue de botanique appliquée et d’agriculture tropicale », puis en 1941 (dans le vol XXI, p. 241), il reprend le même basionyme qu’il décrit et nomme cette fois Actinidia chinensis var. deliciosa (A. Chev.) A. Chev.
En 1946, il indique que la plante diffère notablement par la forme de ses feuilles du type A. chinensis décrit par Planchon en en 1847.
En 1984, C.F.Liang et A.R.Ferguson donnent le statut d’espèce légitime à cette variété sous le nom de Actinidia deliciosa (A. Chev.) C.F. Liang & A.R. Fergusson dans Guihaia 4:181. Ils considèrent ce dernier nom comme un synonyme d’Actinidia chinensis var. deliciosa. C’est la version actuellement acceptée par de nombreux botanistes et taxonomistes.
En revanche, les botanistes de Flora of China, n’acceptent pas ce nouveau statut et s’en tiennent à Actinidia chinensis var. deliciosa (A. Chevalier) A. Chevalier, Rev. Bot. Appl. Agric. Trop. 21: 241. 1941.
Le nom de genre Actinidia vient du grec ἄκτιϛ, ἄκτινοϛ, aktis, aktinos, qui signifie « rayon », en référence aux styles des fleurs femelles se déployant comme les rayons d'une roue. Le nom d'Actinidia a été donné en premier par le botaniste français Jules Émile Planchon en 1847.
L’épithète spécifique deliciosa vient du latin, deliciosus qui veut dire « doux, agréable ».
En chinois, le nom de cette espèce est 美味猕猴桃 meiwei mihou tao, qui s’analyse morphologiquement comme « pêche (tao) de macaque (mihou) délicieuse (meiwei) ».

## Description
Cette plante est faite d'un appareil végétatif et d'un appareil reproducteur.

### Appareil végétatif

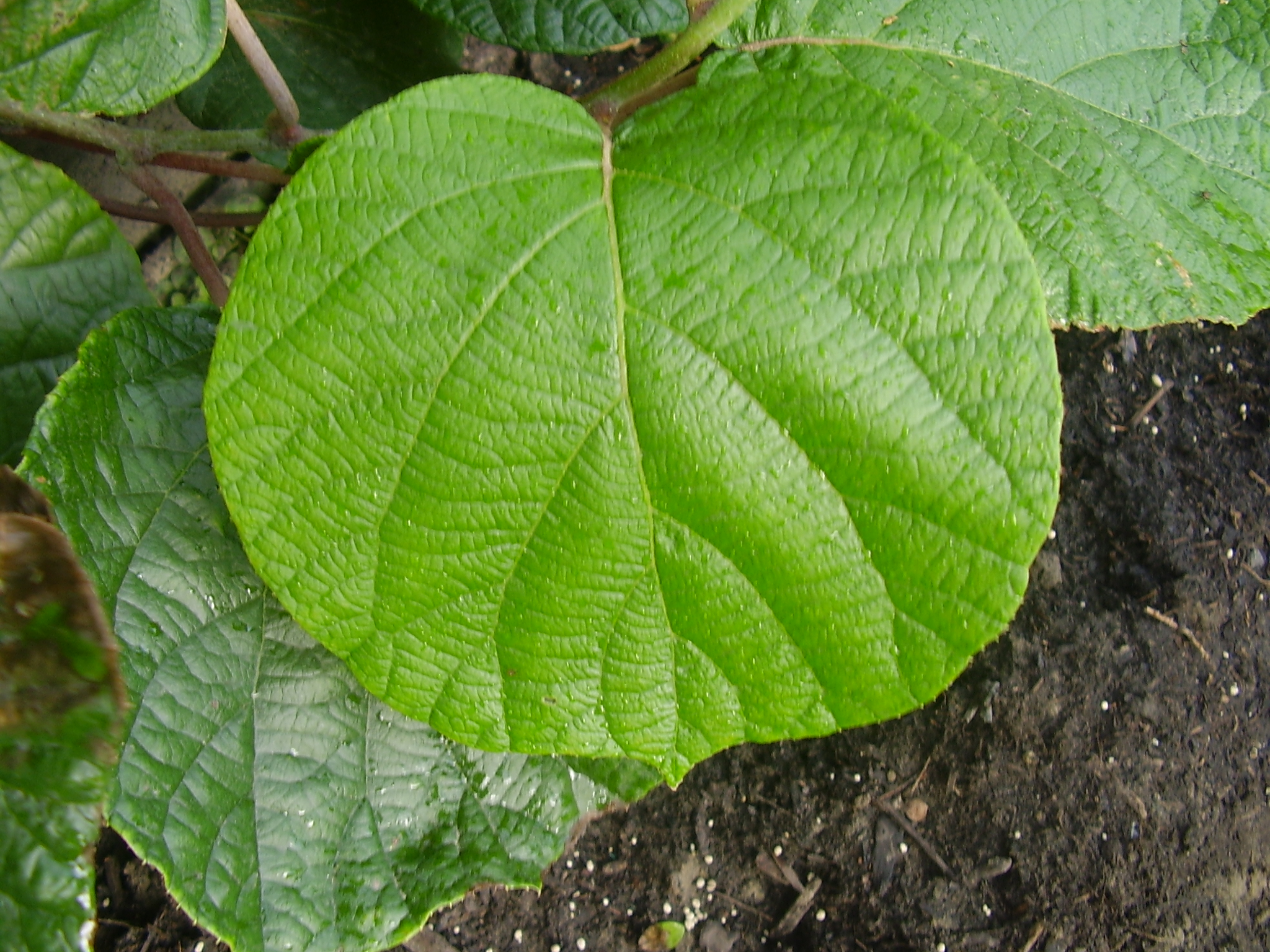
Forme typique de la feuille d’Actinidia deliciosa

La plante est une liane arbustive, ligneuse et sarmenteuse.
Les jeunes rameaux et pétioles sont brunâtres et strigose et perdent difficilement leurs poils.
Les feuilles, d’un vert sombre, sont alternes, caduques, et le limbe est relié à la tige par un long pétiole. Elles sont de forme ovales, presque circulaires, cordiformes, et mesurent entre 7,5 et 12,5 cm de long. Les jeunes feuilles sont recouvertes de poils pourpres, tandis qu’à maturité elles en sont dépourvues sur la face supérieure.

#### Appareil reproducteur
Cette plante dioïque présente des fleurs blanches à jaune chamois, actinomorphes, arborant 6 pétales et sépales. Elles sont regroupées en grappes de 3 à 5 fleurs.
Les fleurs mâles ne produisent que du pollen, leurs ovaires étant atrophiés. Les fleurs femelles produisent les fruits, les étamines de celles-ci étant stériles. A. deliciosa n’est donc pas autofertile. La période florale s’étend sur plusieurs semaines, de début mai à juin en fonction des conditions climatiques.
Le fruit est une baie subglobuleuse à cylindrique ou ovoïde, le kiwi, mesure 5 à 6 cm et est marron, densément couvert de courts poils rigides. La chair, ferme jusqu’à maturité, est vert clair voir brun-jaunâtre mis à part le centre blanc d'où partent de fins rayons clairs entre lesquels se trouvent les graines, en grandes quantités, très petites et de couleur noire. Celles-ci sont presque imperceptibles et comestibles lors de la consommation du fruit, qui a un goût sucré et acidifié. Son apparence, ainsi que son goût, diffèrent selon les variétés.
Les cultivars de kiwis cultivés dans des vergers commerciaux en dehors de la Chine ont été dérivés de graines introduites en Nouvelle-Zélande en 1904 (Ferguson & Bollard in Warrington & Weston, Kiwifruit Sci. 165-246. 1990).

## Écologie
Actinidia deliciosa est native de Chine, plus précisément des provinces de Hubei, Sichuan, Jiangxi et Fujian dans la vallée du Yangzi Jiang au nord du pays, ainsi que dans la province de Zhejiang sur la côte est. On la retrouve naturellement dans des forêts à des altitudes de 600 à 2 000 mètres,,.
La pollinisation se fait principalement grâce aux insectes butineurs comme les abeilles, le vent n’étant pas un vecteur suffisant. Bombus terrestris et Apis mellifera sont des exemples de tels insectes.
Le kiwi est relativement libre de problèmes, possiblement dû à leur faible taux de plantations industrielles susceptibles d’attirer plus fortement des parasites.
Les problèmes qui peuvent apparaître sont dus à des mammifères venant se frotter aux plants ou mangeant les feuilles, à des escargots de jardin et certains insectes. C’est une plante qui peut servir d’hôte à certains lépidoptères.
En 2010 et 2011, les cultures de kiwi du monde entier ont souffert de dégâts causés par une bactérie, Pseudomonas syringae. Cette bactérie peut causer la mort du plant de kiwi, mais ne présente pas de danger pour la santé humaine ou pour d’autres plantes.

## Propriétés
Le kiwi aurait des propriétés anti-oxydantes et anti-inflammatoires. Comparé à d’autres fruits, son action anti-oxydante serait moindre que celle des fraises, des oranges ou des prunes mais plus grande que celle des pommes, poires ou du raisin. D’autres espèces du genre Actinidia ont toutefois une action anti-oxydante plus forte.
Certaines personnes sont allergiques au fruit. Les symptômes vont de la simple démangeaison jusqu’au choc anaphylactique pour les cas les plus sérieux. C’est un allergène courant.

## Utilisations
Outre sa valeur alimentaire, cette plante connaît d’autres usages.
La croissance rapide et sa tolérance pour différents supports font du Kiwi un bon élément décoratif principalement utilisé dans les jardins pour son feuillage coloré et ses fruits.
En médecine traditionnelle chinoise, le fruit et le jus de la tige sont utilisés pour évacuer les calculs rénaux.
Les racines, tiges et fruits auraient des propriétés diurétiques, sédatives et fébrifuges. Ils sont utilisés dans certains traitements (cancers du foie et de l’œsophage, rhumatismes, etc.).
La liane peut également servir dans la confection de corde, papier et même de crayons.
En période de famine les feuilles de cette plante étaient parfois consommées.

## Culture

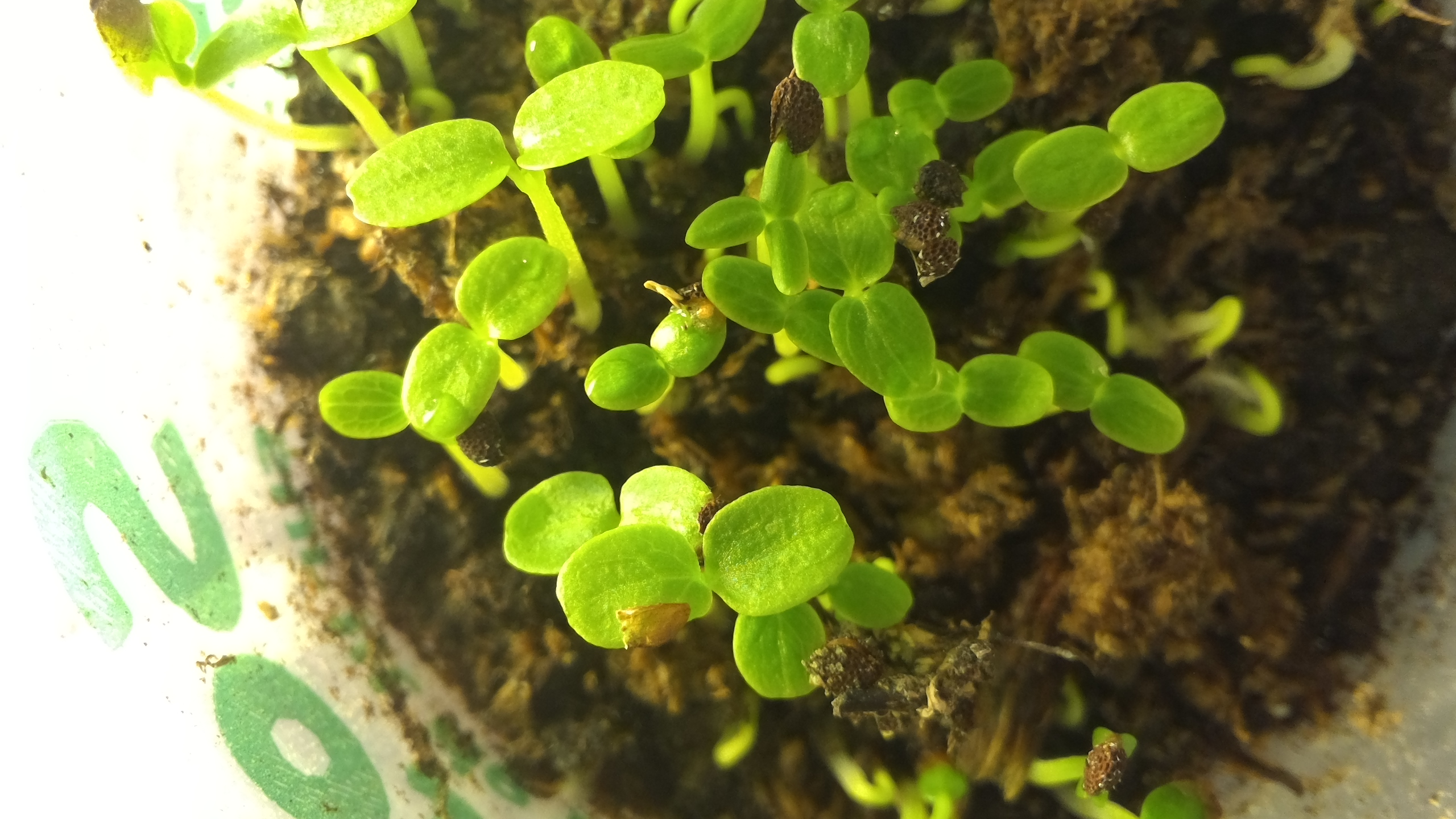
Germination épigée de kiwis dans un gobelet en plastique

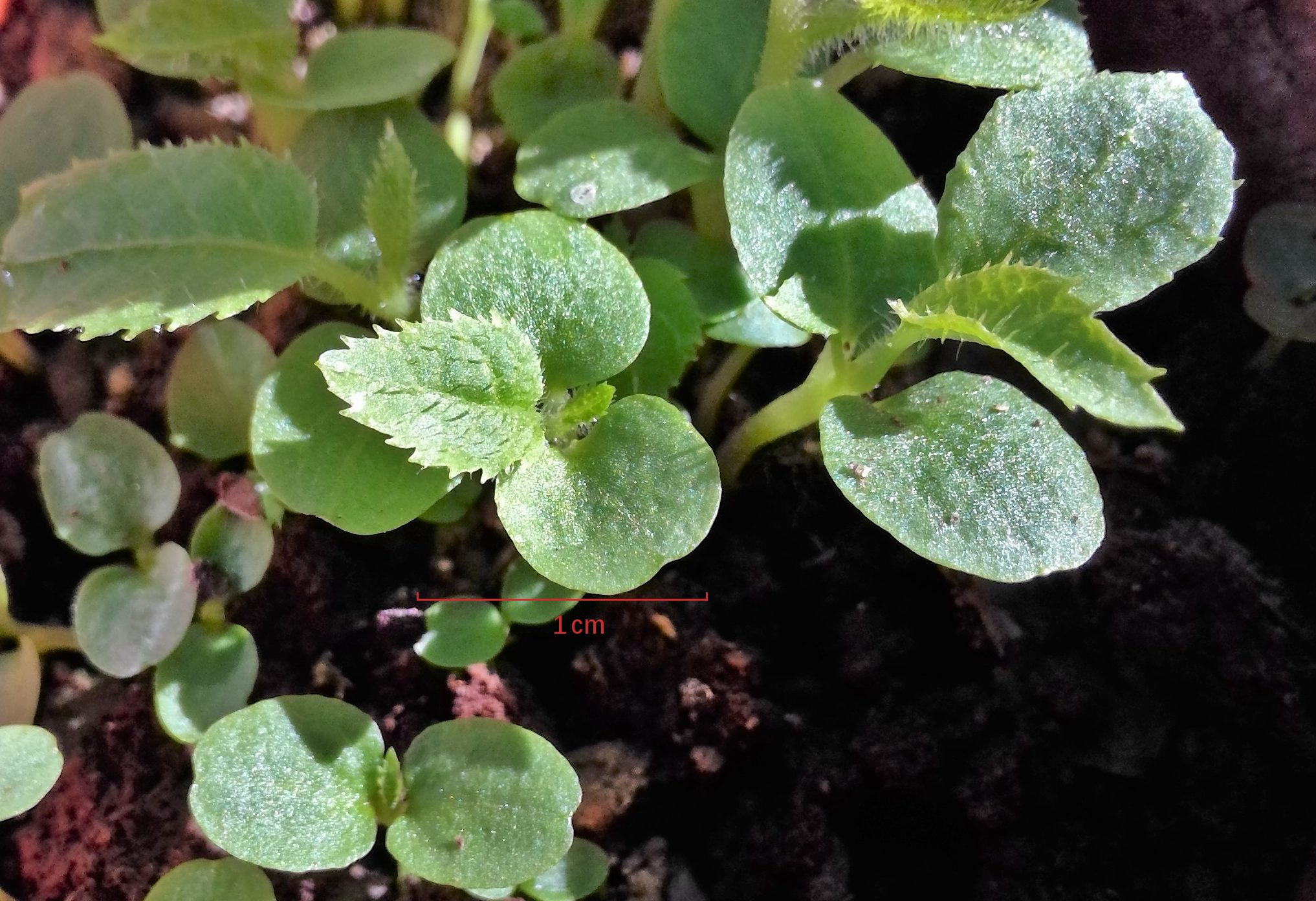
Premières vraies feuilles de plantules de kiwis.

Cette plante grimpante peut atteindre 9 m de long et couvrir des zones de 3 à 5 m de large. Elle a besoin d’une période de croissance longue, avec un minimum de 240 jours sans gel. C’est une espèce qui ne résiste pas bien aux chutes soudaines de températures, néanmoins les différents cultivars sont mieux adaptés à certains climats. Par exemple, une durée de 800 heures avec des températures entre 0 °C et 7 °C est optimale pour la variété Hayward, tandis que d’autres cultivars (Elmwood, Dexter, Abbott, ou Vincent) sont plus adaptés pour les hivers plus chauds, comme ceux de Californie.
Les kiwis sont cultivés en vignes sur des supports comme un câble ou des structures en T où la plante peut se fixer en grandissant. Ils tolèrent l’ombre mais sont idéalement placés au soleil et à l’abri des vents forts.
Le sol doit être drainé (perméable et facilitant la circulation de l’eau), quelque peu acide (pH 5-6.5), riche en matière organique et surtout pas chargé en sels.
Les plants nécessitent de grandes quantités d’eau durant la période de croissance, surtout pendant les périodes chaudes de l’été. Les problèmes liés à l’eau sont de loin la principale cause de la mort des plants, avec comme symptôme premier la chute de leurs feuilles.
Cette espèce consomme de grandes quantités d’azote, qui doit idéalement être appliqué comme fertilisant en abondance pendant la première moitié de la saison de croissance, car en deuxième moitié l’ajout de fertilisant ne font qu’augmenter la taille du fruit, au prix de sa qualité car celui-ci perd de sa faculté de stockage.
La récolte des fruits mûrs se fait début novembre de préférence.
Il existe de nombreux cultivars : Hayward, Blake, Elmwood, Dexter, Abbott, Vincent, Tewi, Allison, Bruno, Gracie, Monty, Saanicheon, Greensill, et d’autres,.
Les deux mâles généralement utilisés pour la pollinisation sont les cultivars Matua (mi-saison) et Tomuri (fin de saison).
Le cultivar le plus cultivé et commercialisé est le Hayward. C’est un cultivar de choix parce que ses fruits sont plus grands et ont une apparence et un goût souvent considérés supérieurs.

## Aspects économiques

Actinidia deliciosa poussant à l'état subspontané en fond rivière Tiretaine au centre de Clermont (Auvergne).

Le premier pays à avoir planté des kiwis à des fins commerciales est la Nouvelle-Zélande vers 1940 avant d’y attribuer une surface plus importante dans les années 1950 dans la baie de Plenty près de la ville de Tauranga. Aujourd’hui, le kiwi pousse dans de nombreuses zones de l’ile Nord de la Nouvelle-Zélande ainsi que dans la région de Nelson sur l’île Sud. Les premières exportations de kiwi ont eu lieu en 1958 vers les États-Unis.
En 1981 la production s’éleva à 6,5 millions de cageots (7,5 lb.) qui furent exportés vers les États-Unis, l’Europe et l’Asie. En 1986 la culture du kiwi en Nouvelle-Zélande atteignit une surface de plus de 20,000 ha,.
Parmi les pays qui cultivent massivement le kiwi nous pouvons citer la Chine, la Nouvelle-Zélande, l’Italie et le Chili.

## Aspects culturels et historiques
Au début du XXe siècle, des graines furent introduites pour la première fois en Nouvelle-Zélande par des missionnaires, gagnant d’abord de la popularité dans les jardins. Des personnes qui goûtèrent au fruit lui trouvaient un goût de groseille, et ils commencèrent à l’appeler Groseille de Chine. C’est en 1959 que le nom de kiwi, en référence à l’oiseau national de la Nouvelle-Zélande, commença à être utilisé.
Le cultivar « Hayward » fut développé par Hayward Wright en Nouvelle-Zélande, vers 1924. La commercialisation de la groseille de Chine débuta dans les années 1940, et à plus grande échelle dans les années 1970.
Le cultivar « Bruno » a été sélectionné par Bruno H. Just en Nouvelle-Zélande, dans une population nommée à l'époque Actinidia chinensis. De grosseur moyenne et de forme allongée, sa maturité devance d'une semaine celle de « Hayward ».

## Synonymes
- Actinidia latifolia var. deliciosa A.Chev.
- Actinidia chinensis var. deliciosa (A.Chev.) A.Chev.